# 国会广场
国会广场（Parliament Square）是位于伦敦西敏宫西北的一个广场，中间为大型开放式绿地。这里有著名的政治家雕像，是集会和抗议地点，也是一个旅游目的地。
在广场周围的建筑中 - 东侧为立法机关英國国会，北面是行政机构（白厅），西面是司法机构（英国最高法院和枢密院司法委员会驻地米德尔塞克斯市政厅），南面是教堂（西敏寺和威斯敏斯特圣玛格丽特教堂）。

## 國會廣場雕像

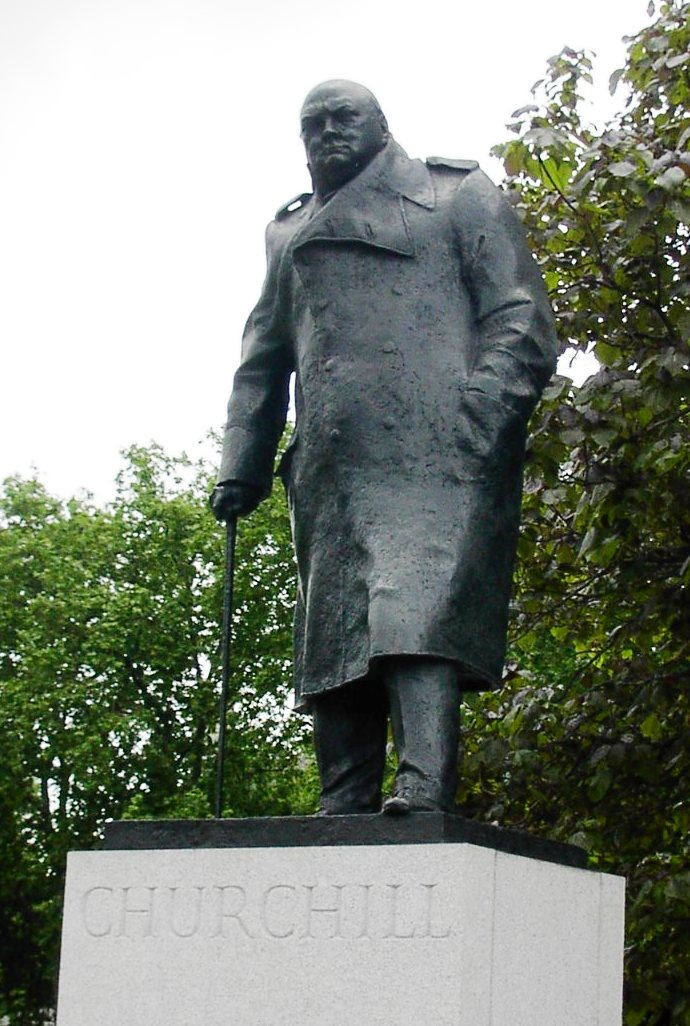
溫斯頓·邱吉爾
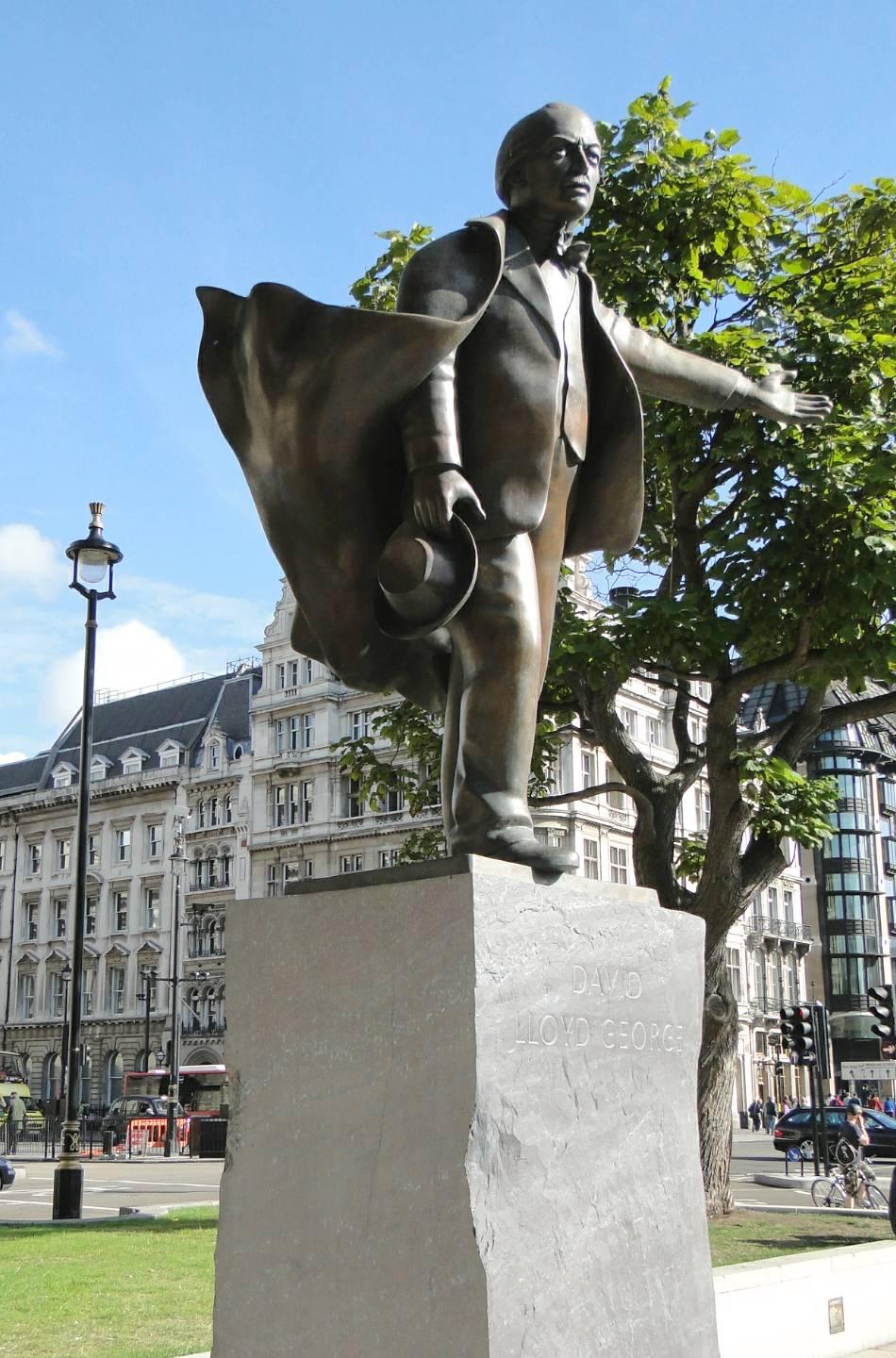
大衛·勞合·喬治
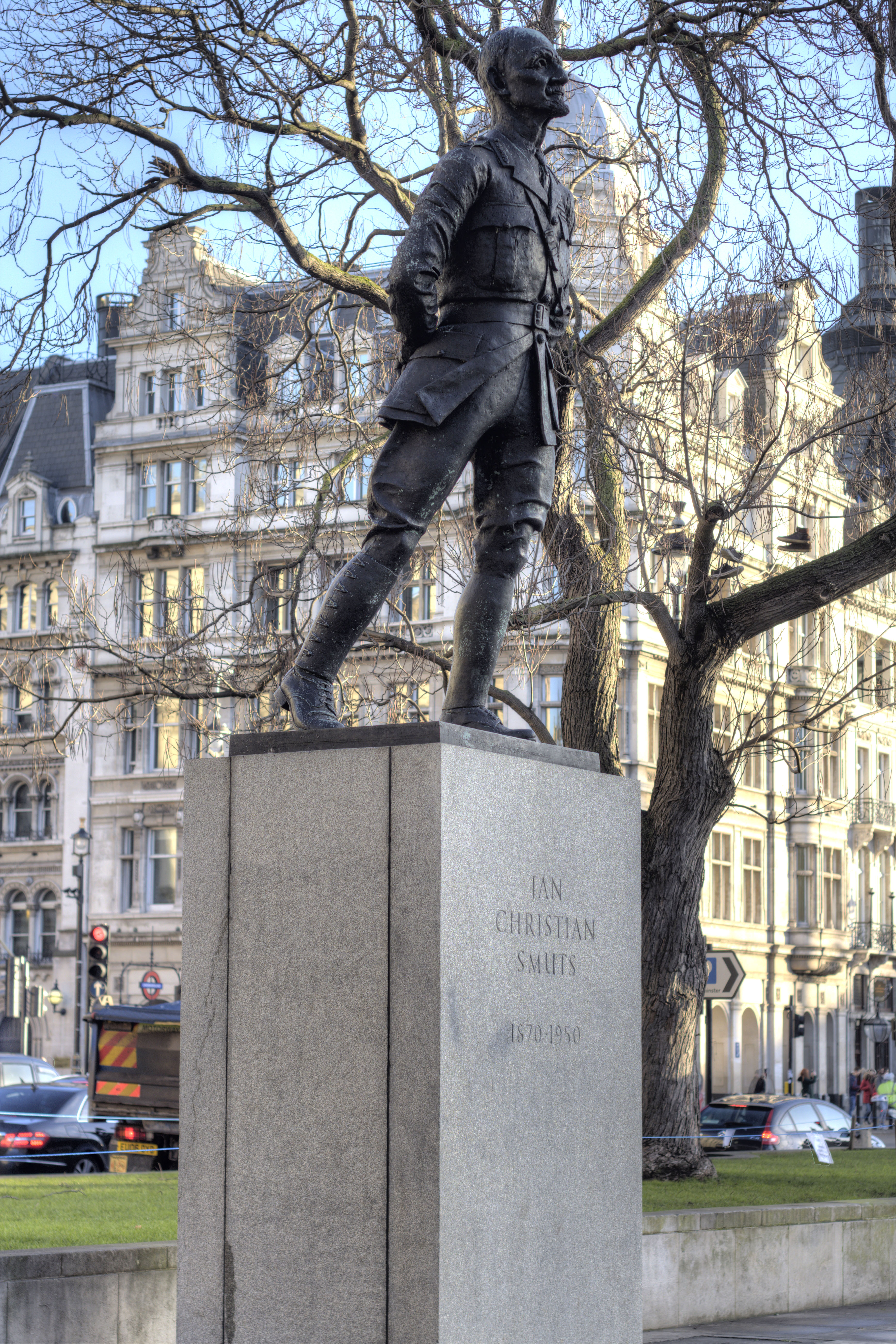
揚·史末資
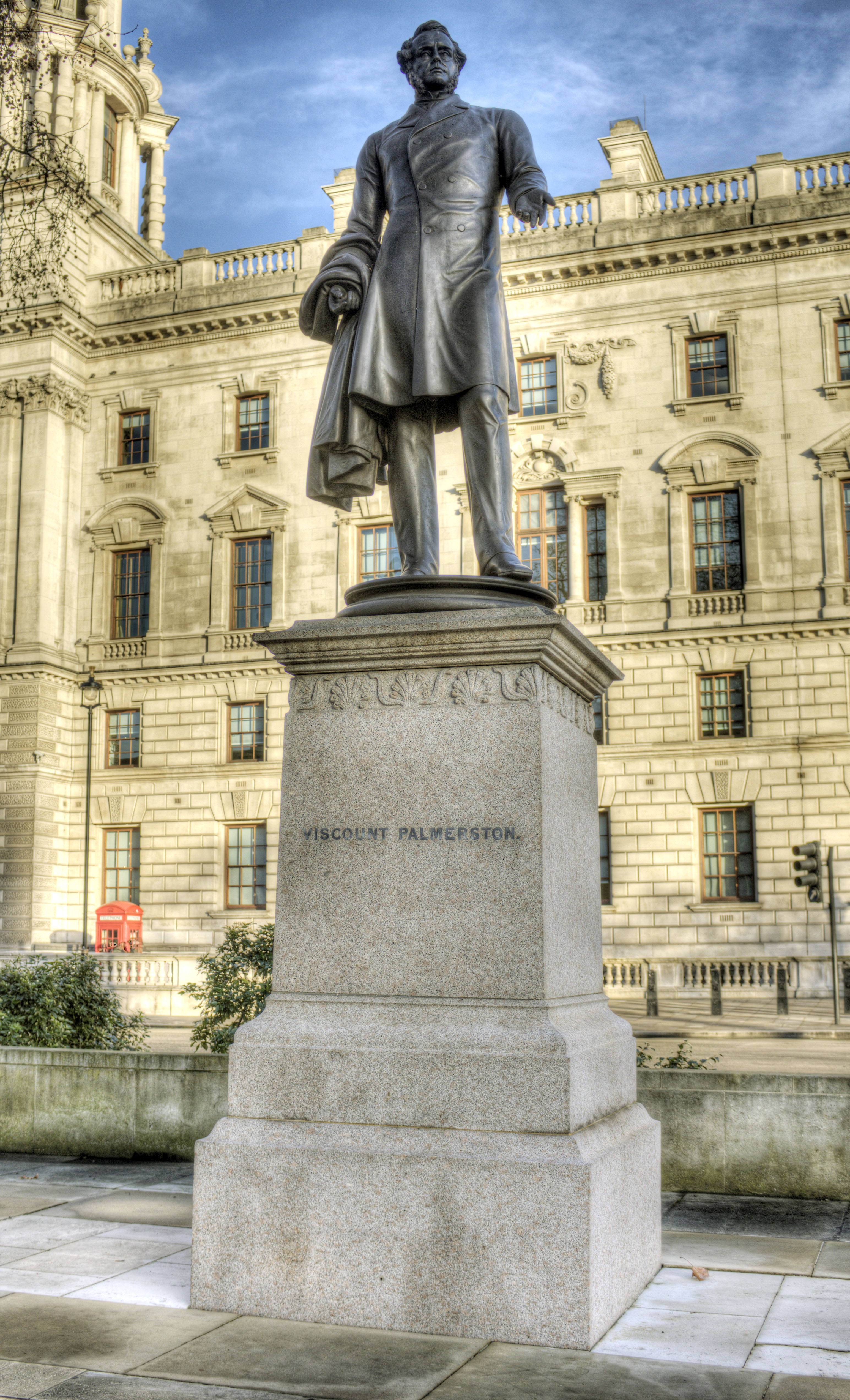
第三代巴麥尊子爵亨利·坦普爾
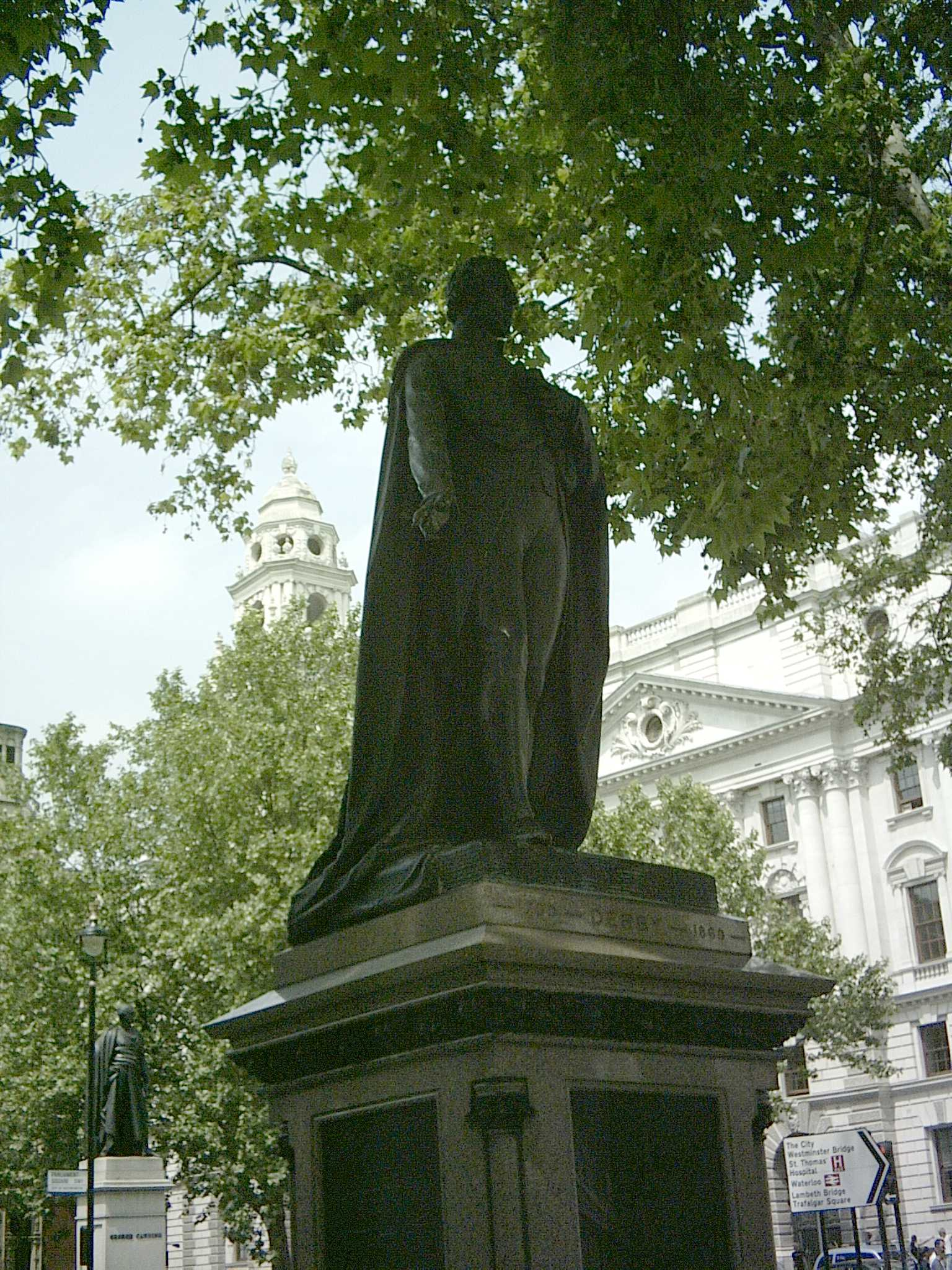
第十四代德比伯爵愛德華·史密斯-斯坦利
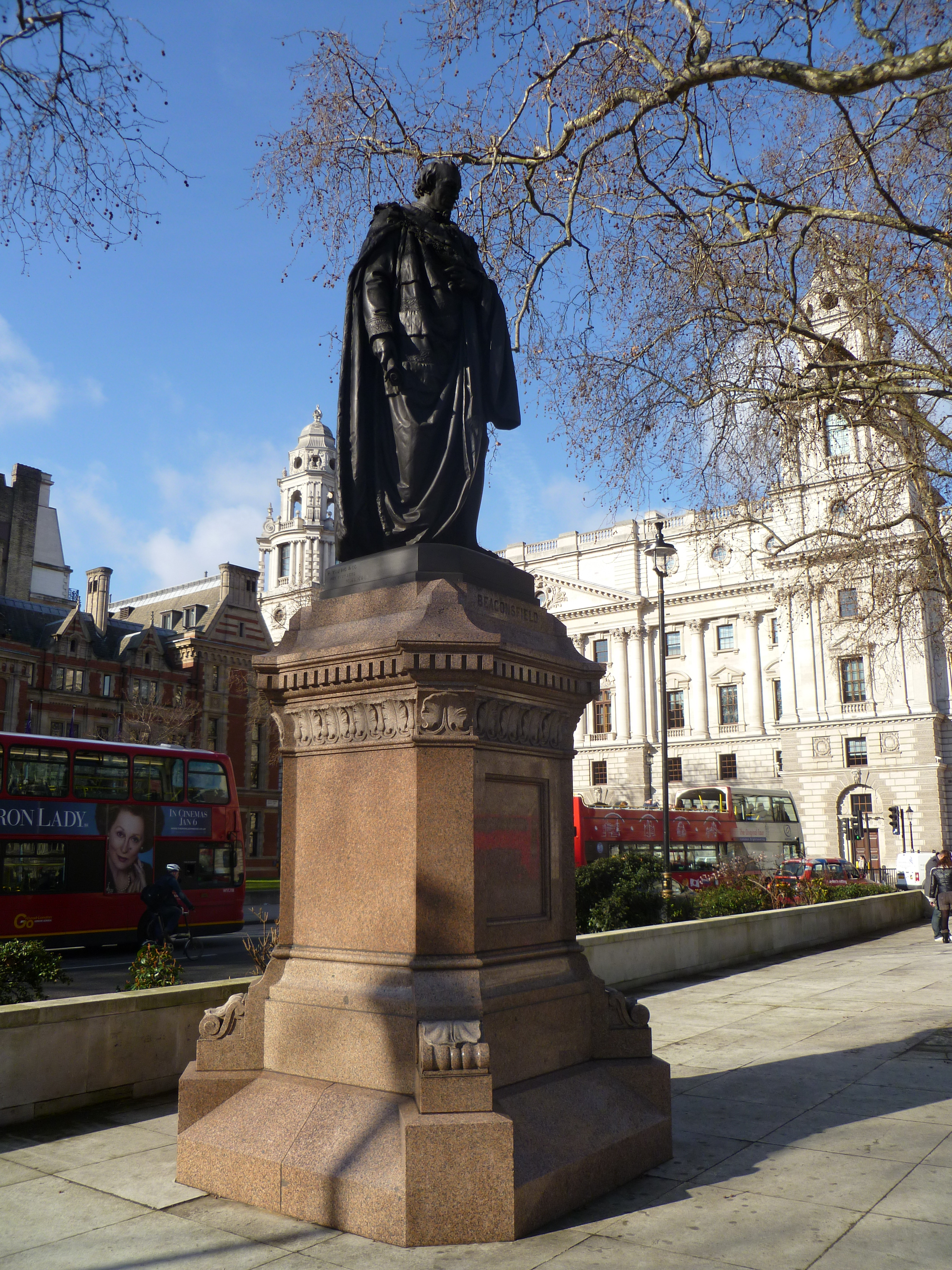
班傑明·迪斯雷利
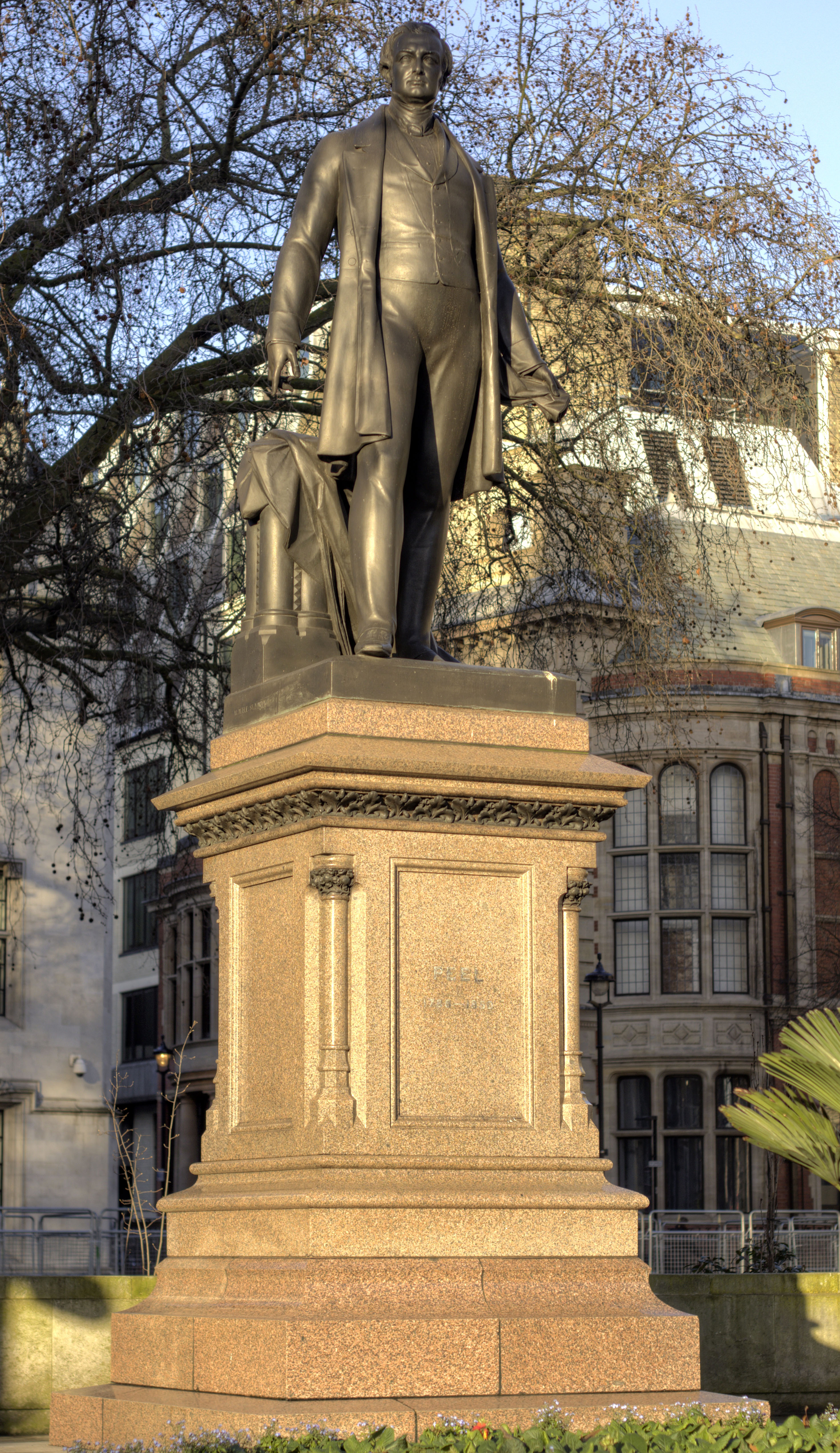
羅伯特·皮爾
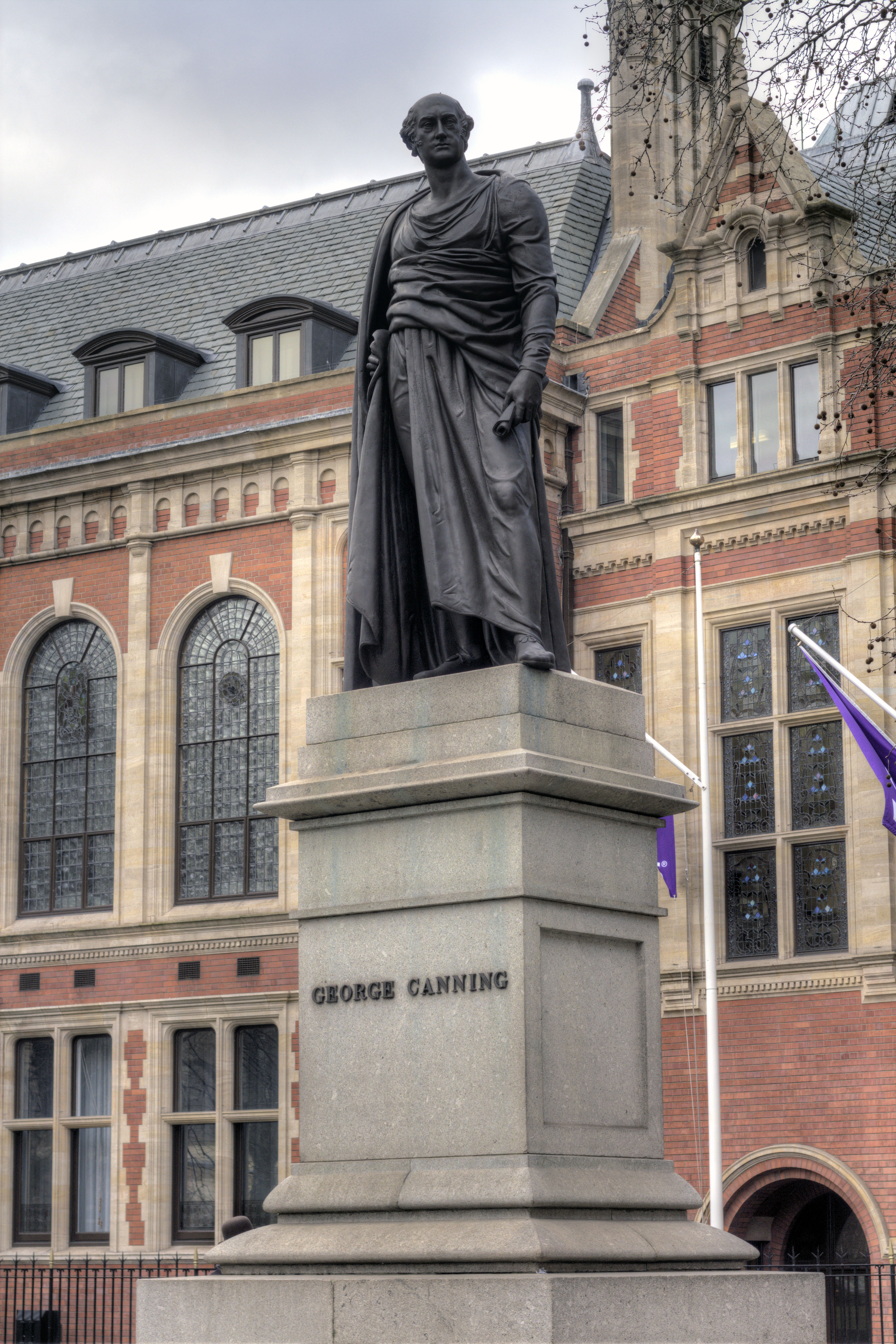
喬治·坎寧
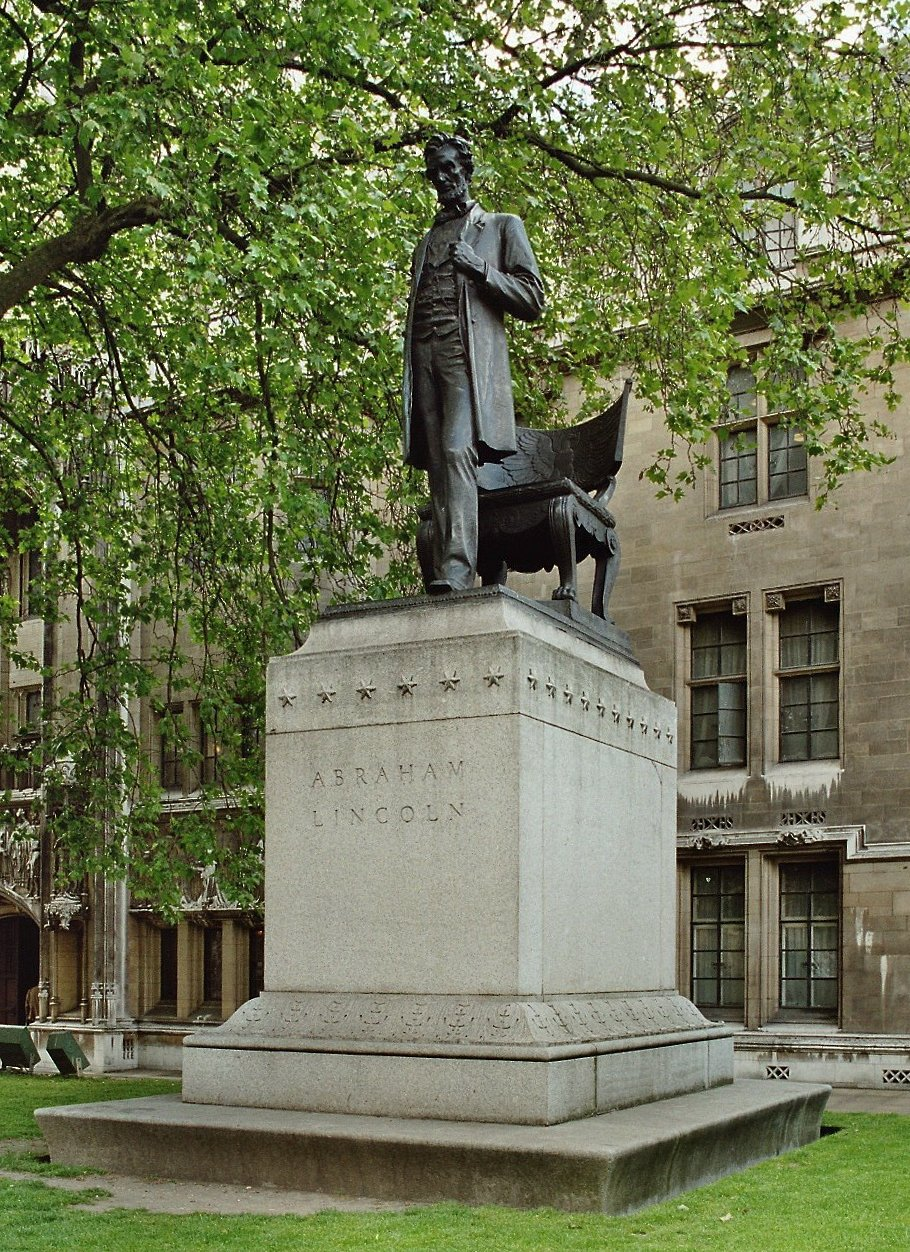
亞伯拉罕·林肯
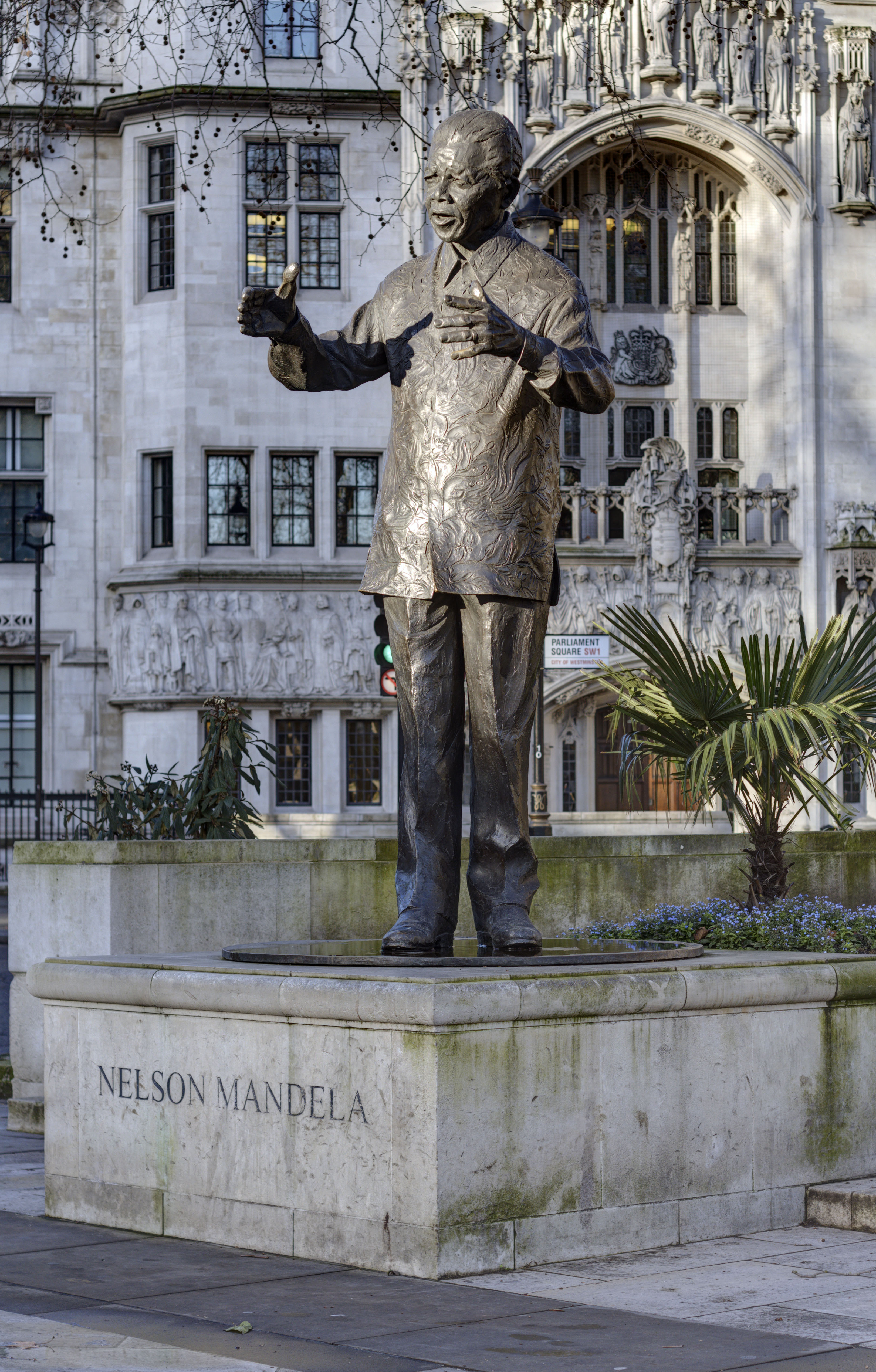
納爾遜·曼德拉
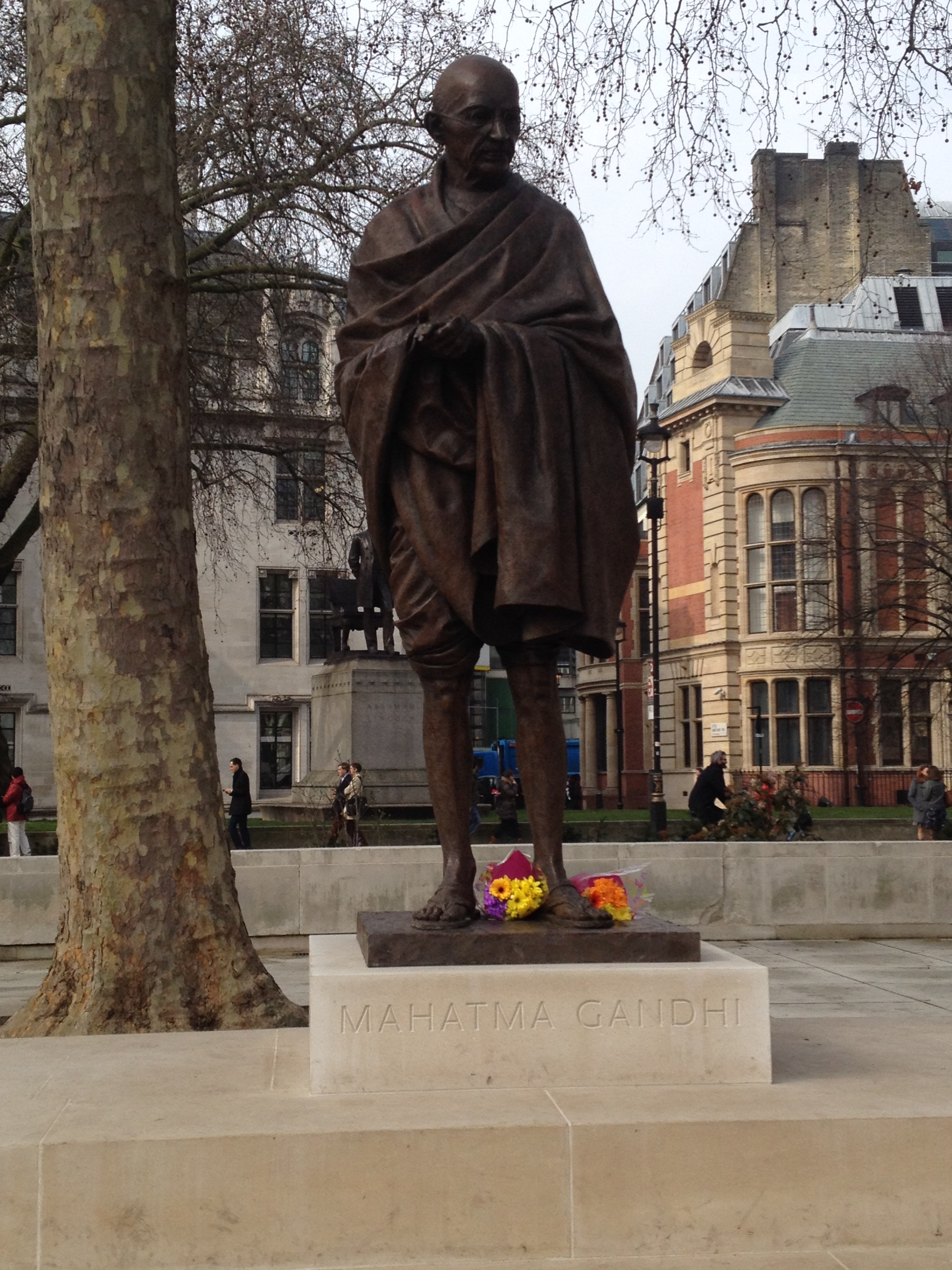
聖雄甘地
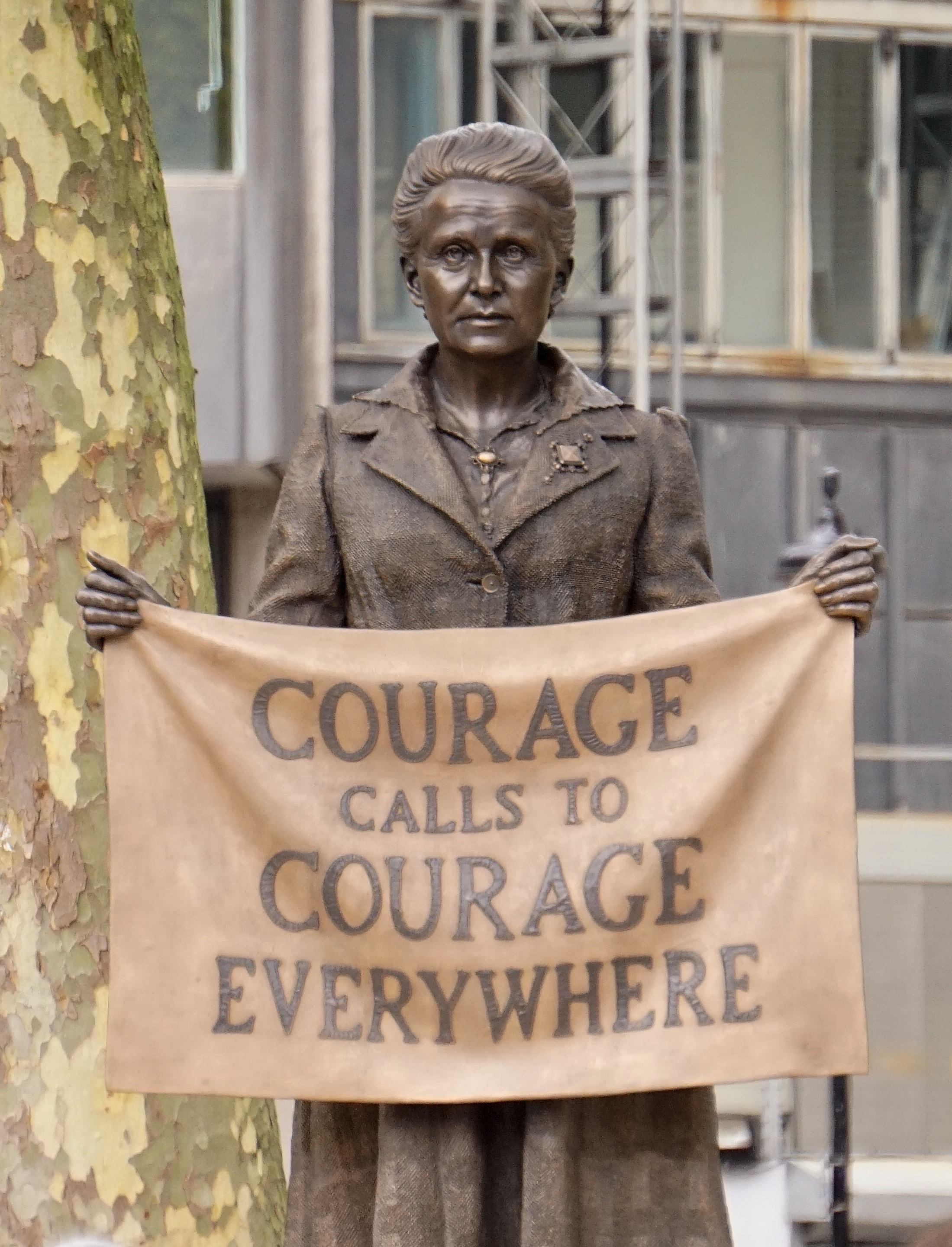
米利琴特·費塞特